# Коронационный цыплёнок
«Коронационный цыплёнок» (англ. Coronation chicken) — английский салат или бутербродная паста из холодного куриного мяса, карри и специй, а также соуса на основе майонеза. Блюда под названием «коронационный цыпленок» часто продаются в супермаркетах Великобритании готовыми к употреблению.

## Приготовление
Цыплята отвариваются до готовности с морковью, небольшим количеством вина, тимьяном, лавровым листом, петрушкой и горошинами чёрного перца. Мясо снимается с костей, измельчается, смешивается с соусом. Обычно используется простой рецепт соуса: майонез, порошок карри, сок и цедра лайма, специи по вкусу. Среди ингредиентов соуса встречаются курага, манго, апельсин, изюм. В оригинальном рецепте, по которому блюдо готовилось в 1953 году, соус готовится из сушеных абрикосов, пассерованного лука, приправы карри, томатной пасты, сухого красного вина, майонеза, жирных сливок или крем-фреша, лимона, сахара, соли. Благодаря порошку карри блюдо приобретает желтоватый цвет. Подаётся с рисом.

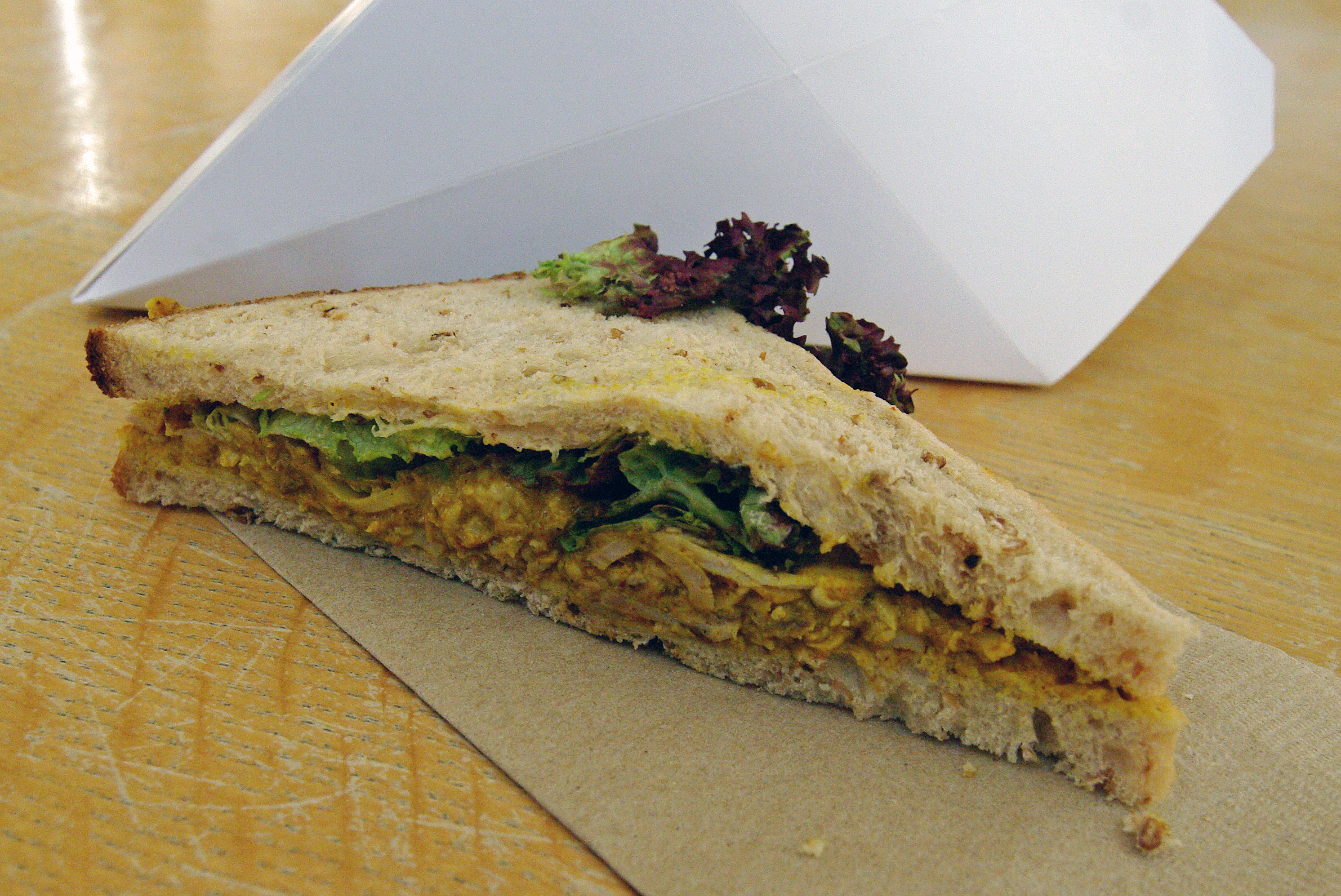
Расфасованный сэндвич с «коронационным цыплёнком»

## История
Изобретение «коронационного цыплёнка» приписывают преподавателям лондонской кулинарной школы Le Cordon Bleu, авторам кулинарных книг Констанс Спрай и Розмари Хьюм. Готовя еду для банкета в честь коронации королевы Елизаветы II в 1953 году, Спрай предложила рецепт с холодным мясом цыплёнка и соусом карри, который позже стал известен как Коронационный цыплёнок.
Блюдо сочетало в себе сразу несколько важных качеств. Во-первых, оно было достаточно простым и вполне соответствовало духу послевоенной Англии, которая недавно отменила продуктовые карточки. Во-вторых, несложным в приготовлении, им можно было накормить тысячи гостей, приглашённых на коронацию Елизаветы II.
«Коронационный цыплёнок», возможно, был вариантом «юбилейного цыплёнка», блюда, приготовленного к серебряному юбилею Георга V в 1935 году, в котором курица была смешана с майонезом и карри. Кроме того, для Золотого Юбилея королевы Елизаветы II в 2002 году была изобретена ещё одна версия Юбилейного цыплёнка (курицы). Соус представлял собой смесь крем-фреша и майонеза, с лаймом и имбирём; курицу также маринуют с добавлением лайма и имбиря, прежде чем смешать с соусом.
В 2012 году для празднования бриллиантового юбилея Елизаветы II (60-летие правления) знаменитый британский повар Хестон Блюменталь создал новую вариацию «коронационного цыплёнка» — «Diamond Jubilee chicken».

## См.также
- Торт королевы Елизаветы